# Teòfil (emperador)
Teòfil (en grec Θεόφιλος, Theophilos, «Amic de Déu», 813 -20 de gener del 842) fou emperador romà d'Orient del 829 al 842, el segon de la dinastia frígia o amoriana. Era fill de Miquel II. Va passar gran part del seu regnat en lluita contra els àrabs i va obtenir molt pocs èxits fins al punt que va rebre el malnom de "el Desgraciat". Al final de la seva cinquena campanya la ciutat d'Amòrion (Frígia), on el seu pare havia nascut, va quedar en mans dels àrabs. Amòrion havia estat adornada pel mateix emperador i el seu pare, que hi havia construït diversos edificis, però no en va quedar res perquè la ciutat fou arrasada per ordre del califa.
Fou un decidit iconoclasta i va perseguir els adoradors d'imatges amb gran severitat. Tot i així, és considerat imparcial en la impartició de justícia. Va morir el 842 i fou succeït pel seu fill de 2 anys, Miquel III, sota regència de la seva mare, l'emperadriu Teodora.

## Joventut

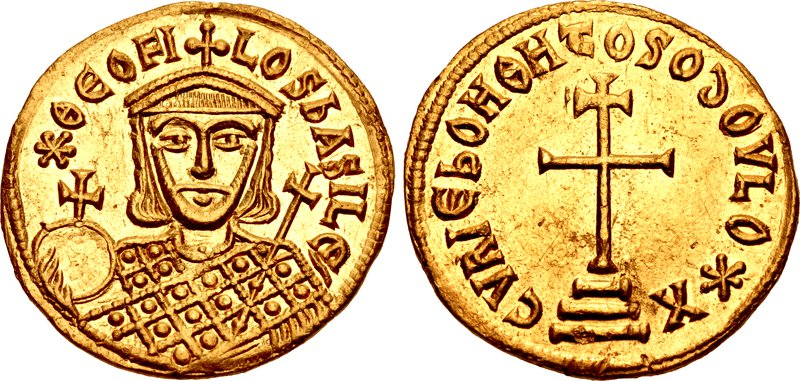
Teòfil en un solidus de vers el 829

El seu pare el va associar al govern vers el 821, poc després que Miquel II assolís el poder. A diferència del seu pare, Teòfil va rebre una acurada educació i va tenir per mestre a Joan el Gramàtic. Fou admirador de l'art i la música. El 2 d'octubre del 829, Teòfil va succeir el seu pare mort.
Teòfil va continuar amb la lluita iconoclasta, però sense el to conciliador del seu pare i va proclamar un edicte el 832 prohibint l'ús d'imatges en el culte. Es veia a si mateix com el defensor de la justícia, cosa de la qual es vantava recordant que havia fet executar els conspiradors contra Lleó V immediatament després de la seva ascensió al tron. Aquesta reputació va perdurar i en el llibre Timarion, Teòfil és descrit com un dels jutges de l'Hades.

## Guerres contra els àrabs
Teòfil va haver de defensar el territori dels atacs dels àrabs en dos fronts. Per una banda l'illa de Sicília fou envaïda i el 831 després d'un llarg setge a Palerm es va crear l'Emirat de Sicília amb colons procedents d'Al-Àndalus. Per altra banda, Anatòlia fou envaïda pel califa abbàssida Al-Mamun el 830.
Teòfil va marxar al cap d'un nombrós exèrcit cap a Cilícia i va capturar la ciutat de Tars. L'emperador va tornar a Constantinoble triomfant, però a la tardor fou derrotat a Capadòcia. Una altra derrota a la mateixa província el 833 va forçar Teòfil a negociar un tractat de pau: va oferir 100.000 dinars d'or i a canvi el retorn de 7.000 presoners, els quals van ser alliberats a la mort d'Al-Mamun l'any següent.
Durant la treva que va seguir, Teòfil va arranjar el rescat dels romans d'Orient establerts al nord del Danubi que el kan Krum de Bulgària havia fet captius. L'operació de rescat es va poder fer amb èxit cap a l'any 836, després d'això la pau entre Bulgària i l'Imperi Romà d'Orient es va restaurar. Però aviat van tornar a sorgir problemes a l'Orient. Teòfil havia donat asil a uns refugiats de l'est l'any 834, entre els quals hi havia un persa anomenat Nasr. Aquest home es va batejar amb el nom de Teòfob, es va casar amb la tia de l'emperador Irene i va ser un general de l'exèrcit romà d'Orient.
Quan les relacions amb els abbàssides es van deteriorar, el 837 Teòfil va enviar un exèrcit de 70.000 soldats cap a Mesopotàmia i va capturar les ciutats de Melitene i Arsamòsata. Després es va destruir Zapetra (també escrit Zibatra o Sozopetra), que alguns autors asseguren era el lloc de naixement del califa al-Mútassim. Teòfil va tornar a Constantinoble triomfal, mentre Al-Mutassim aplegava un exèrcit que va envair Anatòlia l'any següent. Teòfil va decidir atacar una divisió de l'exèrcit enemic quan els abbàssides encara estaven dispersos. El 21 de juliol del 838 a la batalla d'Anzen a Dazimon, Teòfil va dirigir en persona un exèrcit d'uns 25.000 o 40.000 soldats contra les tropes comandades per Al-Afxín Khaydhar. Aquest general abbàssida va afrontar l'atac i després va contraatacar aconseguint la victòria. Els supervivents romans d'Orient, en veure's derrotats, van fugir sense ordre però això va impedir que el califa continués amb la seva campanya militar.
Al-Mútassim va prendre Ancyra i Al-Afxín Khaydhar es va unir a ell. L'exèrcit abbàssida al complet va avançar contra Amòrion. Inicialment es va presentar resistència, llavors un captiu musulmà va fugir i va informar el califa de quina secció de la muralla estava construïda amb només la meitat del guix. Al-Mútassim va concentrar el bombardeig en aquesta secció i va aconseguir trencar-la. La ciutat després d'haver estat assetjada durant 55 dies va ser destruïda entre el 12 i el 15 d'agost del 838.
Aquell any, per tal d'impressionar el califa, Teòfil va enviar Joan el Gramàtic a repartir 36.000 nomismes entre els ciutadans de Bagdad. Cap al 841, la República de Venècia va enviar una flota de 60 galeres (cadascuna amb 200 homes) per ajudar els romans d'Orient a fer fora els àrabs de Crotona, missió que va ser un fracàs.
Durant aquesta campanya Al-Mútassim va descobrir que alguns dels seus generals estaven tramant un complot contra ell, els va fer arrestar i en va fer executar molts. Sembla que Al-Afxín Khaydhar no va estar implicat en aquest complot, però sí que es va involucrar en altres intrigues i va acabar mort a la presó el 841. El califa Al-Mútassim es va emmalaltir l'octubre del 841 i va morir el 5 de gener del 842.

## Relació amb Bulgària i Sèrbia
El 836, donant per acabats els 20 anys de pau del tractat entre l'Imperi Romà d'Orient i els búlgars, Teòfil va devastar els territoris de la frontera búlgara. La rèplica va ser un atac sobre la ciutat d'Adrianòpolis, dirigit per Isbul. En aquesta època, o potser abans, els búlgars van annexar Filipòpolis (actual Plòvdiv) i els territoris del voltant. El kan Malamir va morir el 836.
El grup de serbis establerts en territori romà d'Orient (antics federats de l'Imperi Romà) es van mantenir en bones relacions fins al 839. El príncep Vlastimir va aplegar algunes tribus, a les quals Teòfil va garantir una determinada independència mentre que Vlastimir acceptava l'emperador romà d'Orient com a senyor seu. L'annexió de la part occidental de Macedònia pels búlgars va canviar la situació política. Malamir o el seu successor potser van veure com una amenaça la consolidació d'un estat serbi i van optar per sotmetre'ls, al mateix temps que feien la conquesta de les terres dels eslaus. Una altra possible causa podria ser que els romans d'Orient volien desviar l'atenció per poder fer front a la creixent presència d'eslaus al Peloponès i, per tant, van instigar els serbis a fer esclatar la guerra. Es creu que la ràpida expansió dels búlgars sobre els eslaus va promoure que els serbis s'unissin per formar un estat.
El kan Presian I (r. 836–852) va envair el territori serbi el 839 i això va portar a tres anys de guerra al final de la qual Vlastimir va resultar victoriòs. Els serbis van aplicar tàctiques que els van fer superiors a les zones elevades i els búlgars van acabar expulsats per l'exèrcit de Vlastimir. El final de la guerra va coincidir amb la mort de Teòfil, que poc abans va alliberar Vlastimir de les seves obligacions amb l'Imperi Romà d'Orient.

## Mort i llegat
Teòfil va perdre salut fins que va morir el 20 de gener del 842. Es va passar gran part del seu regnat en campanyes militars, però encara li va quedar temps per fer dues coses importants per la ciutat de Constantinoble. Va fer reforçar les muralles en afegir torres hexagonals i va encomanar la construcció d'un hospital que va estar en funcionament fins a l'acabament de l'imperi.
Es va casar amb Teodora, la filla d'un militar (drungarios) de Paflagònia. El matrimoni va tenir cinc filles i dos fills, el segon dels quals el va succeir:
- Constantí nascut el 833 i mort el 836.
- Tecla (nascuda probablement el 831 – morta després del 867). Fou proclamada sebasta i la seva imatge apareix en monedes durant la regència juntament amb la seva mare. Miquel la va enviar a un monestir fins que la va reclamar perquè fos concubina de l'emperador Basili el Macedoni.
- Anna (nascuda el 832). Exiliada a un monestir a Gastria on va passar la resta de la seva vida.
- Anastàsia (nascuda el 833). Va córrer la mateixa sort que Anna.
- Pulquèria (nascuda el 836). Va córrer la mateixa sort que Anna i Anastàsia.
- Maria (nascuda el 838), es va casar amb el cèsar Aleix Mousele. El seu marit va estar al front de l'exèrcit romà d'Orient a Sicília, però més endavant va ser acusat de conspirar contra l'emperador i va ser obligat a ingressar en un monestir; Maria ja havia mort quan l'any 856 Miquel III va enviar les seves germanes a un monestir.
- Miquel III, nascut el 840, només tenia dos anys quan va succeir el seu pare i ho va fer sota regència de la seva mare.